# 旋轉木馬 (巴西電視劇)
《旋轉木馬》（葡萄牙語：Carrossel）是巴西電視連續劇，於2012年5月21日在第巴西電視系統上映。